# Havrincourt
Havrincourt és un municipi francès situat al departament del Pas de Calais i a la regió dels Alts de França. L'any 2007 tenia 356 habitants.

## Demografia

### Població
El 2007 la població de fet de Havrincourt era de 356 persones. Hi havia 133 famílies de les quals 46 eren unipersonals (23 homes vivint sols i 23 dones vivint soles), 20 parelles sense fills, 47 parelles amb fills i 20 famílies monoparentals amb fills.
La població ha evolucionat segons el següent gràfic:
Habitants censats

### Habitatges
El 2007 hi havia 172 habitatges, 142 eren l'habitatge principal de la família, 17 eren segones residències i 13 estaven desocupats. Tots els 161 habitatges eren cases. Dels 142 habitatges principals, 112 estaven ocupats pels seus propietaris, 24 estaven llogats i ocupats pels llogaters i 6 estaven cedits a títol gratuït; 1 tenia una cambra, 2 en tenien dues, 10 en tenien tres, 36 en tenien quatre i 93 en tenien cinc o més. 109 habitatges disposaven pel capbaix d'una plaça de pàrquing. A 57 habitatges hi havia un automòbil i a 61 n'hi havia dos o més.

### Piràmide de població
La piràmide de població per edats i sexe el 2009 era:
| Homes | Edats   | Dones |
| ----- | ------- | ----- |
| 0     | 95 o +  | 4     |
| 0     | 90 a 94 | 4     |
| 0     | 85 a 89 | 4     |
| 0     | 80 a 84 | 0     |
| 8     | 75 a 79 | 12    |
| 0     | 70 a 74 | 12    |
| 16    | 65 a 69 | 8     |
| 4     | 60 a 64 | 4     |
| 4     | 55 a 59 | 4     |
| 8     | 50 a 54 | 8     |
| 20    | 45 a 49 | 24    |
| 12    | 40 a 44 | 4     |
| 24    | 35 a 39 | 16    |
| 8     | 30 a 34 | 12    |
| 12    | 25 a 29 | 24    |
| 16    | 20 a 24 | 16    |
| 12    | 15 a 19 | 12    |
| 8     | 10 a 14 | 28    |
| 8     | 5 a 9   | 8     |
| 8     | 0 a 4   | 20    |

## Economia
El 2007 la població en edat de treballar era de 217 persones, 166 eren actives i 51 eren inactives. De les 166 persones actives 154 estaven ocupades (85 homes i 69 dones) i 13 estaven aturades (5 homes i 8 dones). De les 51 persones inactives 11 estaven jubilades, 19 estaven estudiant i 21 estaven classificades com a «altres inactius».

### Ingressos
El 2009 a Havrincourt hi havia 153 unitats fiscals que integraven 392 persones, la mediana anual d'ingressos fiscals per persona era de 14.751 €.

### Activitats econòmiques
Dels 16 establiments que hi havia el 2007, 1 era d'una empresa extractiva, 2 d'empreses alimentàries, 1 d'una empresa de construcció, 8 d'empreses de comerç i reparació d'automòbils, 1 d'una empresa de transport i 3 d'empreses d'hostatgeria i restauració.
Dels 3 establiments de servei als particulars que hi havia el 2009, 1 era una oficina de correu, 1 empresa de construcció i 1 restaurant.
Els 2 establiments comercials que hi havia el 2009 eren fleques.
L'any 2000 a Havrincourt hi havia 14 explotacions agrícoles que ocupaven un total de 792 hectàrees.

## Equipaments sanitaris i escolars
El 2009 hi havia una escola elemental integrada dins d'un grup escolar amb les comunes properes formant una escola dispersa.

## Poblacions més properes
El següent diagrama mostra les poblacions més properes.